# زلزال القاهرة 1992
وقع زلزال القاهرة 1992 في يوم 12 أكتوبر 1992 عند الساعة الثالثة و 9 دقائق عصراً تقريبا (15:09 بالتوقيت المحلي للقاهرة - 13:09 توقيت عالمي منسق) وكان مركزه السطحي بالقرب من قرية دهشور، بمحافظة الجيزة، على بعد 18 كيلومترا (11 ميل) إلى الجنوب الغربي من عاصمة مصر، القاهرة. استمر الزلزال لمدة نصف دقيقة تقريباً مما أصاب معظم بيوت شمال مصر -القديمة منها- بتصدعات وبعضها تهدم منه. بلغت قوة الزلزال 5.8 درجة على مقياس ريختر ولكنه كان مدمرا بشكل غير عادي بالنسبة لحجمه، وقد تسبب في وفاة 561 شخصا وإصابة 12,392 آخرين حسب تقرير لرئيس مجلس الوزراء بعد الزلزال بأسبوعين. وشرد حوالي 50000 شخص إذ أصبحوا بلا مأوى. شهدت مصر عدة توابع لهذا الزلزال استمرت على مدار الأربعة أيام التالية. كان هذا الحدث هو الأكثر تدميرا من حيث الزلازل التي أثرت في القاهرة منذ عام 1847.

## جيولوجيا
تقع القاهرة داخل منطقة انتشار للتصدع الأرضي والتي تنقل الامتدادات الأرضية من صدع خليج السويس إلى صدع المنزلة تحت أراضي دلتا النيل. إنحصرت الأحداث الجيولوجية للزلزال في عملية تسييل التربة التي أثرت بشكل كبير على قرية منشية فاضل بمركز العياط بمحافظة الجيزة، حوالي 18 كم (11 ميل) جنوب مركز الزلزال، ولم تظهر أي تصدعات أرضية أو فوالق.

## الأضرار
كانت مناطق القاهرة القديمة هي الأكثر تضررا من الزلزال، بداية من بولاق وجنوبا على طول نهر النيل حتي قرية جرزة، العياط على الضفة الغربية للنهر. . فقد أدى الزلزال لتدمير 350 مبنى بالكامل وإلحاق أضرار بالغة 9000 مبان أخرى. أصيب 216 مسجد و350 مدرسة بأضرار بالغة وأصبح حوالي 50000 شخص مشردون بلا مأوى. أغلب الأضرار الجسيمة أنحصرت في المباني القديمة وخاصة تلك التي بنيت من الطوب. وأفادت التقارير أن حالات تسيل للتربة قد رصدت في المناطق القريبة من مركز الزلزال.
يرجع جزء من ارتفاع عدد القتلى والجرحى لحجم الذعر الناجم عن الزلزال في القاهرة نفسها. وذكر أن أضرارا قد لحقت بعدد من الآثار التاريخية في القاهرة بلغت 212 أثر من أصل 560. وسقطت كتلة كبيرة من الهرم الأكبر في الجيزة.

## خصائص الزلزال
شمل الإحساس بالزلزال معظم أنحاء شمال مصر، في الإسكندرية وبورسعيد وجنوبا حتى أسيوط، وفي جنوب فلسطين. الميكانيكية البؤرية المحسوبة للزلزال ترجح أن هذا الحدث قد نشأ عن فالق عادي (انزلاق مائل ) في اتجاه غربي/شمال غربي - شرقي/جنوب شرقي أو غربي - شرقي بعنصر صغير من عملية انزلاق مضربي. انتشرت التوابع لحوالي 11 كم (6.8 ميل) إلى الجنوب الشرقي من مركز الهزة السطحي الرئيسي، مشيرا إلى انتشار أحادي الاتجاه للتمزق.كان أيضا طول التمزق للفالق يقدر بحوالي 11 كم (6.8 ميل). وقد تألف الزلزال من حدثين فرعيين، وقع الثاني منهما على بعد حوالي 27 كم (17 ميل) جنوب شرق الأول.

## زلازل لاحقة
بعد 21 سنة من الزلزال حصلت هزة أرضية في مصر وكانت امتداد لهزة ارضية في اليونان بقوة 6.5 درجة على مقياس رختر، وهذه الهزة تتواكب مع الذكرى الحادية والعشرين لزلزال 12 أكتوبر 1992 المدمر، والذي وقع في الساعة الثالثة و 9 دقائق عصرًا تقريبًا.
قال الدكتور أبو العلا أمين، نائب رئيس معهد الفلك ورصد الزلازل، لأنه لا توجد علاقة علمية بين زلزال 1992 وزلزال 2013 الذي حدث في نفس اليوم والتوقيت وشعر به المصريون، وقال أنها مجرد صدفة.